# Gary Struhl
Gary Struhl (* 1954) ist ein US-amerikanischer Genetiker und Entwicklungsbiologe an der Columbia University.

## Leben und Wirken
Gary Struhl erwarb 1976 einen kombinierten Bachelor und Master am Massachusetts Institute of Technology und 1982 bei Peter Anthony Lawrence am Laboratory of Molecular Biology des britischen MRC einen Ph.D. Als Postdoktorand arbeitete Struhl bei Tom Maniatis an der Harvard University, bevor er 1985 an die Columbia University ging, wo er heute (Stand 2025) Professor für Genetik, Entwicklungsbiologie und Neurowissenschaften ist. Von 1986 bis 2014 forschte Struhl zusätzlich für das Howard Hughes Medical Institute.
Struhl entdeckte das Wesen und die Wirkungsweise bestimmter räumlicher Determinanten, die die Musterbildung in der Ontogenese tierischer Organismen steuern. Dazu gehören die Polycomb- und HOX-Selektoren bei der Festlegung segmentaler Zustände, Notch-Rezeptoren bei der Steuerung der interzellulären Kommunikation und sezernierte Faktoren der Hedgehog-, Wnt- und BMP/TGF[B]-Superfamilien.
Struhl hat laut Google Scholar einen h-Index von 74, laut Datenbank Scopus einen von 65 (jeweils Stand Juli 2025).
Gary Struhl ist mit der Genetikerin Iva S. Greenwald verheiratet, die ebenfalls eine Professur an der Columbia University innehat. Das Paar hat eine Tochter. Sein Bruder ist der Biochemiker und Molekularbiologe Kevin Struhl an der Harvard University.

## Auszeichnungen (Auswahl)
- 2005 Mitglied der American Academy of Arts and Sciences[2][7]
- 2008 Mitglied der National Academy of Sciences[8]
- 2025 Canada Gairdner International Award[9]